# Jean Mersch-Wittenauer
Pour l’article homonyme, voir Mersch.
Jean Mersch-Wittenauer, né le 6 février 1819 à Luxembourg et décédé le 25 novembre 1879 au même lieu, est un homme politique luxembourgeois.